# Alistra pusilla
Alistra pusilla là một loài nhện trong họ Hahniidae.
Loài này thuộc chi Alistra. Alistra pusilla được William Joseph Rainbow miêu tả năm 1920.